# 마라 (신화)
마라 (라트비아어: Мара, 리투아니아어: Māra)는 라트비아 신화의 최고신으로 대지모신에 속한다. 마라는 라트비아의 디에바스의 여성형인 디에스 (Dievs)이다.
인간의 영혼은 디에바스가 관리하고 육체는 마라가 관리하고 있다.
라트비아에서는 8월 15일을 기념일로 하고 있다.
그녀는 모든 여성의 의무 (어린이, 소), 모든 경제 활동의 후원자 ("신이 테이블을 만들었고, 마라가 빵을 만들었다"), 심지어 돈과 시장까지도 후원한다. 디에스의 다른 면모를 지닌 그녀는 디에스가 영혼을 취하는 동안 자신의 죽음 이후에 시체를 가져 간다. 그녀는 Māras zeme (마라의 땅)이라고 불리는 땅의 여신이다.
서부 라트비아에서는 라트비아에서 그다지 적지 않게 그녀는 라이마와 강하게 연관되어 있었으며 동일한 신으로 생각되었을 수도 있다.

## 마라의 표식
마라의 표식은 보통 정삼각형, caisse, 정점이 아래쪽인 초승달로 묘사된다. 이 표식은 수평면에 표시하면 가장자리가 북서쪽과 북동쪽을 향하게 되는데, 이 표식을 수평선에 표시하면 가장자리가 북서쪽과 북동쪽을 향하는 방향이 되는데, 라트비아의 하지는 해가 져 태양은 내려가고 한 여름이 된다.
표식은 상징적인 의미와 하나님의 삼각형에 반대되는 힘을 가지고 있기 때문에 결합하면 균형과 조화를 얻는다고 한다. 그래서 안좋은 의미로 두 표식을 서로 겹치면 가위눌림을 상징하는 모양 (Lietuvēns)이 된다.
마라의 표식을 크로셰 뜨개질 형태로 짠 모습은 세라믹으로 만든 민속 작품에 많이 남아있다. 크로셰 뜨개질은 여러 가지 의복으로 꿰매었다.
마라의 십자가는 하나님의 십자가를 기반으로, 오직 한 쪽 끝만 다른 쪽 끝으로 가로 막으며 작은 십자 부분은 무형의 세계와 물질 세계를 분리한다. 이 표식은 고대에 성스러운 돌들에 나타나 있다. 그 외에 가구 빵과 과자 등에 십자가로 재현되고 있다.

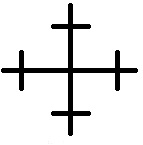
마라의 십자가는 라트비아에서 유명한 십자가이다. 이 네 가지가 다시 접을 수 있는 직선 십자가이다.
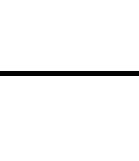
마라 - 어머니 여신 - 직선 기호, 수평을 상징.
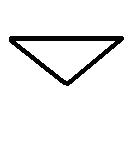
마라 - 어머니 여신 - 두 번째 표식은 아래를 향한 직각 삼각형이고, 또한 토착민의 땅, 물질과 대지모신을 상징한다.
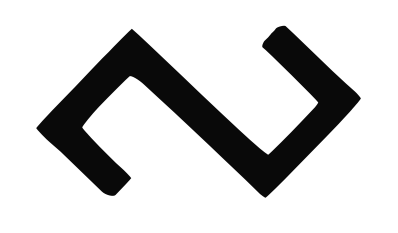
마라의 뱀표식은 흔히 라트비아어로 Zalkša zīme라고 불리는 뱀을 상징하는 표식으로, 인기있는 말로는 "zalkti (뱀)"이 있다.
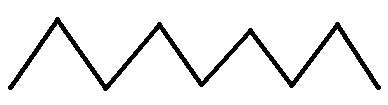
바다와 물의 어머니인 마라는 지그재그 모양을 상징한다.

## 같이 보기
- 나이트메어 (민속)
- 세멜레
- 에오스
- 아우로라
- 에오스트레
- 프레이야
- 마라 파피야스